# Dummy
Dummy（ダミー、1979年7月5日 - ）は、日本のミュージシャン、シンガー、ラジオパーソナリティ。北海道旭川市出身。

## 人物
15歳より、ギターボーカルとして音楽活動を開始する。
以降、GODSILENCEやCAPTURED、HOWLING★STARなどのバンドや、音楽ユニットGROOVE＆SOULCOPにて、ボーカルとして参加。また、自身のソロプロジェクト「DWF」としても活動。
2005年、札幌の音楽製作チーム「IOSYS（イオシス）」が輩出する作品に歌唱提供を開始。2011年結成の「イオシス・アニソン・プロジェクト」では、男性シンガーとして参加している。
2012年から、札幌スクールオブミュージック&ダンス専門学校（現・札幌ミュージック&ダンス・放送専門学校）にて歌唱指導の講師を務める。
2013年、RadioD FMドラマシティ（現・RADIOワンダーストレージ FMドラマシティ）のラジオ番組にて、番組パーソナリティを担当。
2022年12月現在、ソロ活動と並行して、同人音楽サークルIRON ATTACK!の男性メインボーカルの一人としても活動している。

## 来歴
1994年、ギターボーカルとして音楽活動を開始。
1999年、ネオクラシカルメタルバンドGODSILENCEを結成。デモシングルCD2作品リリース。
2005年、札幌の音楽製作チーム「IOSYS（イオシス）」の作品に歌唱提供としてボーカル参加。
2007年、GLAND ZERO結成。
2008年、音楽ユニットGROOVE＆SOULCOPを結成。同ユニットにて、HBCより2009年8月27日に発売されたDVD作品「ユメオト。DVDセレクション」に参加。
2011年、「イオシス・アニソン・プロジェクト」結成。同プロジェクトに男性ボーカルとして参加。
2011年6月25日、札幌MESSE HALLにて豚乙女とのツーマンライブ公演「豚乙女ツーマンツアー ～袖触れ合うも他生の縁～」に、IOSYSとして出演。
2012年より、札幌スクールオブミュージック&ダンス専門学校（現・札幌ミュージック&ダンス・放送専門学校）にて、アニメソングに重点を置いた歌唱指導の講師を務める。
同年6月、東京にて単独ライブを開催。
2012年12月23日、札幌芸術の森にて開催の「きたまえ↑ 札幌☆マンガ・アニメフェスティバル」に出演。
2013年6月23日、台湾・台北NeoStudioにて開催された「ACG Generation 東方Project LIVE!」に、IOSYSとして出演。同公演の模様は、台湾の番組「動漫最前線 ANIC FRONT」でもIRON ATTACK!やLiz triangleと共に取り上げられている。
2013年9月1日、SHINKAI（GYZE）らによるバンド、CAPTUREDにて活動を開始。
2013年9月7日・8日、札幌市下水道科学館で開催の「札幌市下水道科学館フェスティバル2013」に二日間出演。
2013年12月からは、RadioD FMドラマシティにてレギュラー番組「D's Bridge Bar」をスタート。
2014年2月15日、元SABER TIGERのベーシスト、三瓶朋大らと共に結成したヘヴィメタルバンド「HOWLING★STAR」にTAKAYUKI名義で参加。同バンドのボーカルとして活動を開始。
2014年4月27日、RoughSketchの5thアルバム『PUPPET NIGHTMARE』の収録曲「Dullahan」に、ボーカルとしてフィーチャリング参加。
2014年12月10日、栃木県のご当地ヒーローである創造戦士トチエイターのテーマソング「創造戦士トチエイター Get up!!」配信リリース。同楽曲の歌唱を担当。
2015年2月25日、川口博史セガ入社30周年記念アルバム『Hiro 30th Anniversary Album Thank you for listening!』の収録曲、「君はひとのためにレンタヒーローになれるか」にて、ボーカル参加。
2015年12月31日、とろ美のミニアルバム『トローカ・ダートゥ』に、楽曲を計3曲提供。
2016年2月2日、北海道の外食チェーン店みよしのさっぽろのオリジナルテーマソング「Let's Go!! みよしの!!」配信リリース。同楽曲の作詞・作曲と歌唱を担当。
2016年9月24日、大通公園にて開催の「さっぽろオータムフェスト2016」に出演。
2016年12月3日、台湾・台北APAminiにて開催のメタルフェス「XXX ASIA METAL FESTIVAL 2016 Annual Celebration」に、HOWLING★STARとして出演。
2016年12月17日、みよしのさっぽろの運営企業である株式会社テンフードサービスより、みよしの大使に任命。
2017年2月12日、「第68回さっぽろ雪まつり」開催会場の一つ、5丁目会場（環境ひろば）にて「さっぽろオタマップREBOOT 配布の宴」に出演。
2017年5月12日、川崎Serbian Nightで開催されたATOMIC TORNADOの一夜限定の再結成ライブにて、ボーカル参加。
2017年8月11日、IRON ATTACK!による艦隊これくしょんボーカルアレンジアルバム『士魂 ～占守島の戦い～』にボーカル参加。同作以降、IRON ATTACK!の男性メインボーカルの一人として作品に参加している。
2018年末、自身のソロプロジェクト「DWF」始動。翌2019年に掛けて東京・札幌・旭川の初ツアー敢行。
2019年3月24日、HOWLING★STAR脱退。
2022年3月20日、吉祥寺CLUB SEATAにて開催の「聖剣フェス」に、IRON ATTACK!として出演。

## タイアップ
| 曲名                          | タイアップ                                                                                   |
| ----------------------------- | -------------------------------------------------------------------------------------------- |
| 創造戦士トチエイター Get up!! | 「創造戦士トチエイター」テーマソング                                                         |
| Let's Go!! みよしの!!         | 「みよしのさっぽろ」オリジナルテーマソング                                                   |
| Dignity                       | 市川うららFM「プロジェクト・リーフェリア 虹の架け橋」2023年10月度 第二週目エンディングテーマ |

## 出演

### テレビ
- ユメオト。（2009年1月9日、北海道テレビ放送）
- にちよるなま NOWOOO!（2016年2月14日、北海道文化放送）
- Doサンデー 北の開拓者たち（2016年3月20日、北海道文化放送）
- おにぎりあたためますか（2016年6月8日、北海道テレビ放送）
- 武井壮とマンゾクディーバの新 よるたま（2016年6月19日、テレビ北海道）

### ラジオ
- D's Bridge Bar（RADIOワンダーストレージ FMドラマシティ）
- 出動!超文化電波団（2016年2月20日、FMアップル）
- 北乃カムイのもにょもにょラジオ!（適当）（2016年3月5日、HBCラジオ）
- 島みやえい子と愉快なASUKA（2016年8月11日、FMしろいし）
- 島みやえい子と愉快なカオリン（2017年8月23日、FMしろいし）[17]
- Talking Loud（2022年9月20日、むさしのFM）[18]
- ミュージックテラス★WANTED（2023年5月13日、レインボータウンFM）[19]

### WEB番組
- NLP ぬるぽ放送局（YouTube LIVE）
- セイリングデイズ36出港記念生放送 with IOSYS（2013年10月25日、ニコニコ生放送）
- 動漫最前線 ANIC FRONT